# Berlin-Lübars
Lübars is een stadsdeel van de Duitse hoofdstad Berlijn en behoort tot het noordwestelijke district (Verwaltungsbezirk) Reinickendorf. Het is het oudste dorp van Berlijn waar nog steeds actief aan landbouw gedaan wordt. Er is nog veel natuur en een behouden dorpsstructuur. 

## Ligging
Lübars ligt in het noordoosten van het district en grenst aan de Brandenburgse gemeente Mühlenbecker Land. Voor een stuk vormt de beek Tegeler Fließ een natuurlijke grens met deze gemeente, alsook met het in het westen gelegen Hermsdorf. In het zuidwesten grenst het aan Waidmannslust en in het zuiden aan het Märkisches Viertel. In het oosten grenst het aan Blankenfelde van het district Pankow. 

## Geschiedenis
Lübars werd rond 1230 gesticht door kolonisators. Het behoorde tot het klooster van Spandau. De plaats bleef lange tijd dunbevolkt. In 1815 werd Lübars een gemeente in de Landkreis Niederbarnim. In 1920 werd het opgenomen in Groot-Berlijn en ingedeeld in Reinickendorf. Op dat moment waren er minder dan 4500 inwoners. Ten tijde van de Berlijnse Muur was Lübars een unicum in West-Berlijn omdat het als landelijk dorp lag in de ommuurde miljoenenstad. 

## Verkeer
Lübars heeft busverbindingen met treinstations in Waidmannslust en Tegle en het metrostation Alt-Tegel. Er was een treingoederenstation, dat echter in de jaren 1990 stilgelegd werd. 
Borsigwalde |
Frohnau |
Heiligensee |
Hermsdorf |
Konradshöhe |
Lübars |
Märkisches Viertel |
Reinickendorf |
Tegel |
Waidmannslust |
Wittenau